# Ajeya Pratap Singh
Ajeya Pratap Singh (nacido en 1956), anteriormente conocido como Ajeya Singh, es un político indio, miembro del Congreso Nacional Indio y pretendiente al trono de Manda.

## Carrera política
Fue presidente del partido Jan Morcha, que luego se fusionó con el Congreso Nacional Indio en junio de 2009, pero dejó la política activa en 2012.

## Vida personal
Es el hijo mayor del séptimo primer ministro de la India, VP Singh. Está casado con Shruti Kumari con quien tiene dos hijas.